# Walton upon Trent

civil parish i Derbyshire

Walton upon Trent är en civil parish i South Derbyshire, Storbritannien.   Den ligger i distriktet South Derbyshire i grevskapet Derbyshire i England, i den södra delen av landet, 170 km nordväst om huvudstaden London. Orten har 872 invånare (2011).